# Molopopterus ro
Molopopterus ro är en insektsart som beskrevs av Irena Dworakowska 1974. Molopopterus ro ingår i släktet Molopopterus och familjen dvärgstritar.
Artens utbredningsområde är Kongo. Inga underarter finns listade i Catalogue of Life.